# Mozzarella di bufala campana
La mozzarella di bufala campana è un formaggio molle, fresco e a pasta filata prodotto tradizionalmente nelle province di Caserta e Salerno. La produzione si svolge altresì in selezionate località della città metropolitana di Napoli, nonché nel Lazio meridionale, nell'alta Puglia e nel comune molisano di Venafro.
La mozzarella di bufala campana è sovente definita "regina della cucina mediterranea", ma anche "oro bianco" in ossequio alle pregiate qualità alimentari e gustative del prodotto caseario. Ha ottenuto la denominazione di origine protetta (DOP) nel 1996.
Nel 2024 il consorzio ha certificato la produzione di 55 718 tonnellate di mozzarella di bufala campana DOP, circa il 40% delle quali è stato esportato all'estero (soprattutto in Francia). Un giro d'affari complessivo di oltre mezzo miliardo di euro rende la mozzarella di bufala campana il quarto prodotto DOP italiano in termini di valore alla produzione, dopo Grana Padano, Parmigiano Reggiano e Prosciutto di Parma.

## Preparazione
Questo formaggio è prodotto solo con latte fresco e intero di bufala di razza mediterranea italiana. Gli animali devono essere iscritti all'anagrafe e sono allevati secondo gli usi locali a stabulazione semilibera, al pascolo aperto. Il latte con un contenuto di grassi minimo, stabilito dal disciplinare, deve essere consegnato al caseificio per la successiva trasformazione entro 60 ore dalla mungitura. L'acidificazione del latte, riscaldato a 33-39 °C, è ottenuta mediante aggiunta di fermenti naturali derivanti da precedenti lavorazioni di latte di bufala (il cosiddetto "siero innesto"); si immette quindi il caglio (naturale di vitello) per ottenere la coagulazione. La cagliata, rotta fino a ottenere grani della dimensione di una noce, è fatta maturare in siero per circa 5 ore e successivamente ridotta in strisce filate in acqua a 95 °C, "mozzate" per ottenere la pezzatura desiderata. I pezzi ricavati sono tenuti in acqua potabile fredda e salati in salamoia per tempi variabili: una volta confezionati, vengono conservati nel liquido di governo.
La mozzarella di bufala campana DOP è immessa al consumo in varie forme: tonda, bocconcini, trecce, perline, ciliegine, nodini, ovoline, con pesi che variano da 20 a 800 g. Il colore della crosta, liscia e spessa 1 mm, è bianco porcellana, mentre la pasta a sfoglie sottili è elastica, entro le prime 10 ore dal confezionamento, per poi diventare più fondente, priva di occhiatura: al taglio si libera una lieve sierosità bianca e grassa con profumo di fermenti lattici. Il sapore è caratteristico e delicato.
Il prodotto può anche essere affumicato con procedimenti naturali e tradizionali. L'affumicatura artigianale si realizza esponendo il formaggio, tenuto in un recipiente cilindrico la cui sommità è chiusa da uno spesso telo bagnato, al fumo di paglia di grano: il fumo attraversa il cilindro e scurisce la crosta della mozzarella, che da bianco porcellana vira a un giallo scuro, mentre la pasta assume un sapore molto caratteristico e gradevole di affumicato. Immessa al consumo, la mozzarella reca il contrassegno previsto dal disciplinare seguito dalla menzione "DOP".
Gli studi che hanno analizzato la produzione della mozzarella di bufala campana DOP, hanno evidenziato come non sono presenti differenze significative in termini di specie coinvolte nella produzione dei vari caseifici, confermando come il ruolo chiave nel processo di produzione del formaggio di mozzarella di bufala campana DOP risiede in un microbioma di piccole dimensioni composto principalmente da Streptococcus e Lactobacillus spp. i quali non sono presenti in pari concentrazione.

## Composizione
La mozzarella di bufala presenta un contenuto in grasso rispetto alla sostanza secca > 52% e un'umidità massima del 65%. Il latte di bufala deve provenire dalla stessa zona della lavorazione casearia entro 16 ore dalla mungitura e con un titolo di grasso minimo del 7%. La distribuzione lipidica del latte bufalino è molto simile a quella del latte vaccino, anche se la concentrazione totale degli acidi grassi è relativamente più alta. La distribuzione percentuale degli acidi grassi all'interno di un campo tipico è inoltre influenzata da fattori genetici, ambientali, dallo stato della lattazione, dallo stato fisico dell'animale e dall'alimentazione, con particolare rilievo delle variazioni stagionali. Il processo di lavorazione pare introdurre piccole variazioni nella distribuzione di acidi grassi con un incremento percentuale delle concentrazioni di acidi polinsaturi e coniugati
| Distribuzione tipica degli acidi grassi nella mozzarella di bufala campana | Distribuzione tipica degli acidi grassi nella mozzarella di bufala campana | Distribuzione tipica degli acidi grassi nella mozzarella di bufala campana |
| Acido grasso                                                               | Notazione breve                                                            | Concentrazione (%)                                                         |
| -------------------------------------------------------------------------- | -------------------------------------------------------------------------- | -------------------------------------------------------------------------- |
| acido butirrico                                                            | 4:0                                                                        | 2,8-4,8                                                                    |
| acido caproico                                                             | 6:0                                                                        | 1,5-2,3                                                                    |
| acido caprilico                                                            | 8:0                                                                        | 0,8-1,2                                                                    |
| acido caprico                                                              | 10:0                                                                       | 1,7-2,3                                                                    |
| acido laurico                                                              | 12:0                                                                       | 2,2-3,2                                                                    |
| acido miristico                                                            | 14:0                                                                       | 10,1-12,2                                                                  |
| acido miristoleico                                                         | 14:1Δ9c                                                                    | 0,4-1,1                                                                    |
| acido palmitico                                                            | 16:0                                                                       | 24,7-29,3                                                                  |
| acido palmitoleico                                                         | 16:1Δ9c                                                                    | 1,4-2,6                                                                    |
| acido stearico                                                             | 18:0                                                                       | 10,2-13,4                                                                  |
| acido oleico                                                               | 18:1Δ9c                                                                    | 17,8-23,9                                                                  |
| acido vaccenico e altri C18:1 trans                                        | 18:1Δ11t (e/o 6t-9t-10t)                                                   | 1,8-3,5                                                                    |
| acido linoleico                                                            | 18:2Δ                                                                      | 1,8-2,4                                                                    |
| acido rumenico e altri CLA                                                 | 18:2Δ9c,11t (e/o 9t11c - 10c12t - 11t13t o altri coniugati)                | 0,74-1,1                                                                   |
| acido linolenico                                                           | 18:3Δ                                                                      | 0,3-1,6                                                                    |

Normalmente vengono rilevate anche tracce (<0,5%) di acidi grassi ramificati iso/anteiso in particolare l'acido fitanico e l'acido pristanico.

## Aspetti nutrizionali della mozzarella di bufala campana DOP
Facilmente digeribile, con un ridotto contenuto in zuccheri, colesterolo e lattosio, è anche un'ottima fonte di proteine a elevato valore biologico, a cui si accompagna un moderato apporto di grassi totali, acidi grassi saturi.

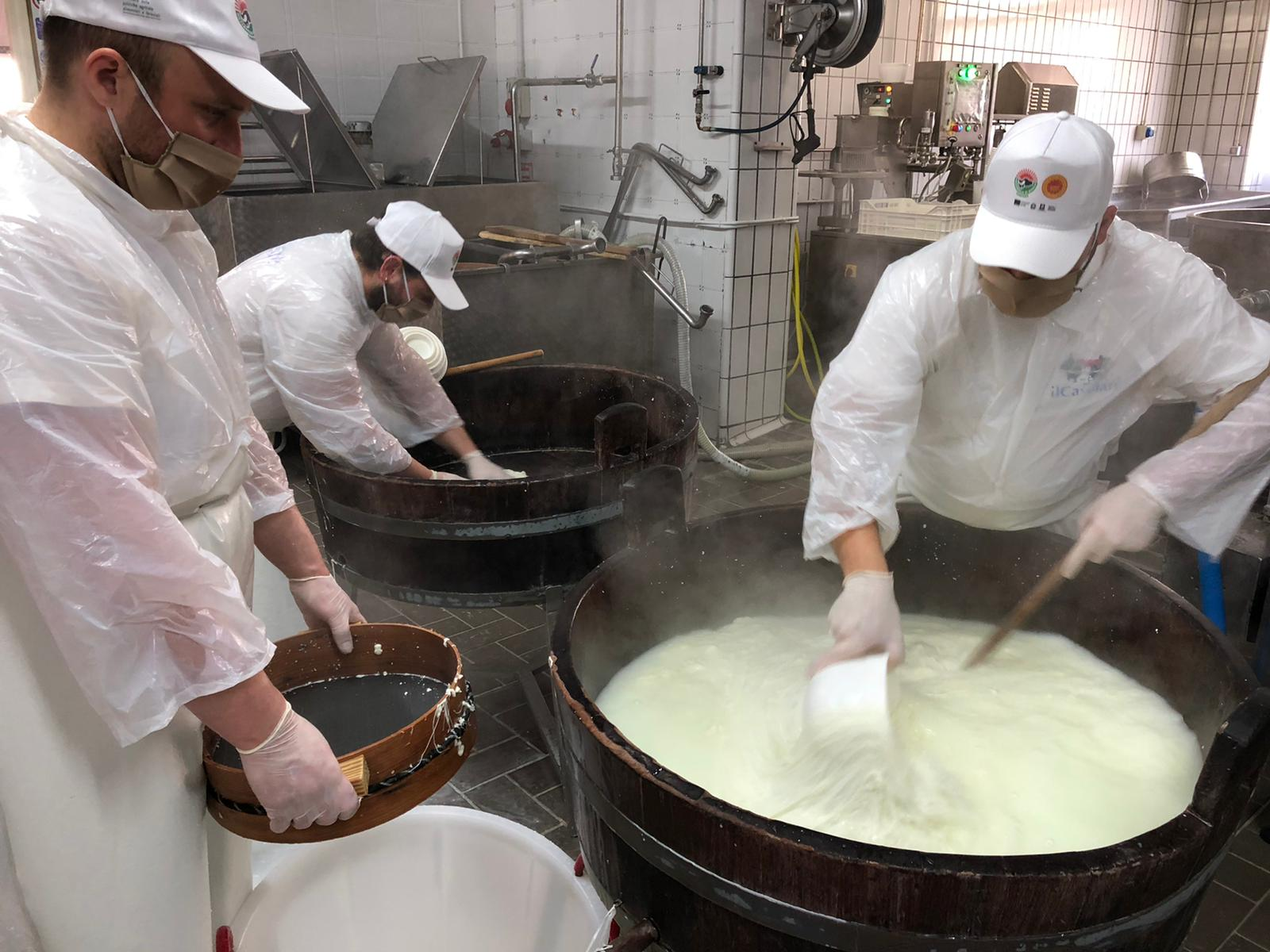
I maestri casari nell'atto della filatura della mozzarella di bufala campana DOP

La mozzarella di bufala campana è particolarmente nutriente: l'apporto energetico è di 288 kcal/100 grammi per la presenza di 16,7 g di proteine, 24,4 g di grassi, pochissimo lattosio (0,4 g %) e una miniera di micronutrienti (vitamine e sali minerali), tra i quali meritano una menzione il calcio (210 mg %) e la vitamina B12 (1,7 µg %)
| Calorie     | 288 kcal |
| Proteine    | 16,7 g   |
| Grasso      | 24,4 g   |
| Colesterolo | 56 mg    |
| Calcio      | 210 mg   |

## Le caratteristiche della mozzarella di bufala campana DOP
La mozzarella di bufala campana DOP deve essere, per legge, posta in vendita solo se pre-confezionata all'origine (buste termosaldate, vaschette, bicchieri, ecc.). La confezione, inoltre, deve riportare i marchi del Consorzio di Tutela e della DOP, la denominazione Mozzarella di Bufala Campana, il numero di autorizzazione del caseificio (AUT. CONSORZIO TUTELA N. 000/00/0000) e gli estremi di legge nazionali (DPCM 10/5/93) e comunitari (Reg. CE n. 1107/96).
Se la confezione è una busta annodata, deve essere presente, sopra il nodo, un sigillo di garanzia apposto dal produttore. La mozzarella in confezioni senza sigillo può essere facilmente sostituita con una mozzarella non DOP.⁶ Per gli esperti la temperatura di servizio ideale per la mozzarella è 18-20 °C. La mozzarella di bufala DOP va conservata in un ambiente fresco, sempre immersa nel suo liquido di governo. Il prodotto, infatti, mantiene le sue caratteristiche se conservato nel proprio liquido, nel rispetto delle temperature indicate dal produttore in etichetta come prevede la normativa vigente.
Non va conservata in frigo, se non è proprio necessario (ad esempio se il consumo avviene due giorni dopo l'acquisto). Prima di consumarla, però, occorre lasciarla a temperatura ambiente per almeno un'ora. In alternativa è possibile immergere la confezione, per circa 5 minuti, in acqua calda (35-40 °C).

## Le ricerche sulle proprietà benefiche della mozzarella di bufala campana DOP
Sono diversi gli studi scientifici sulle proprietà benefiche della mozzarella di bufala campana DOP.
I più recenti riguardano le molecole naturali presenti nelle produzioni di latte e derivati del latte nel ridurre il rischio di cancro del colon retto e del cavo orale.
Le analisi sul latte di bufala del Mediterraneo hanno rilevato la presenza di δ-valerobetaina in livelli superiori rispetto al latte bovino. Gli studi pubblicati sul Journal of Agricultural and Food Chemistry mostrano la prima prova di efficacia della δ-valerobetaina nella riduzione dello stress endoteliale ossidativo e l'infiammazione, suggerendo un ruolo potenziale di questa betaina come un nuovo composto dietetico con proprietà di promozione della salute.
Un altro studio ha dimostrato che la mozzarella di bufala campana DOP è capace di rilasciare, nel corso della digestione gastro-intestinale, dei piccoli frammenti di proteine (peptidi) in grado di esercitare una funzione protettiva delle cellule intestinali. Lo studio dimostrerebbe che tali parti di proteine sarebbero più efficaci dei comuni farmaci impiegati per le diverse forme di infiammazione dell'intestino e prive delle controindicazioni tipiche di questi medicinali.

## Storia

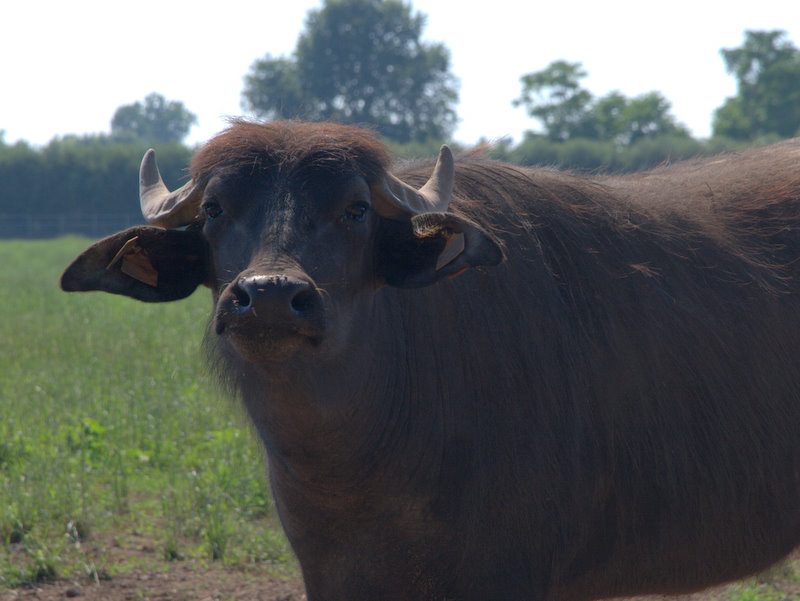
Una bufala di Paestum

Francobollo (emesso nel 2011) dedicato alla Mozzarella di bufala campana DOP

Il bufalo mediterraneo italiano, da cui viene prodotta la mozzarella, è un bovino, probabilmente autoctono, come comproverebbe la presenza di un DNA diverso da qualsiasi altro genere di bufalo. Ciò contrasta con la tradizione di chi lo vorrebbe originario dell'Asia, di corporatura più massiccia, di colore scuro e con pelo corto, abituato a vivere in zone paludose, nei cui fanghi suole rotolarsi per la salute della propria pelle e per difendersi dall'eccessiva irradiazione solare.
Le ipotesi sulla nascita della mozzarella sono diverse, ma si collocano tutte nel Medioevo.
Il primo documento ufficiale che parla della mozzarella aversana è recente e risale agli inizi del XV secolo. Dagli anni novanta il riconoscimento della "DOP" (Denominazione di origine protetta) assicura i consumatori e specifica l'area geografica in cui essa viene prodotta.

## Denominazione d'origine

Logo della Mozzarella di bufala campana DOP

Un decreto del ministero delle politiche agricole (21 luglio 1998) vieta l'uso della espressione "mozzarella di bufala" (anche senza la dicitura aggiuntiva "campana") per i formaggi a pasta filata derivati da solo latte di bufala che però non siano soggetti al disciplinare della DOP, ai quali è consentito indicare esclusivamente – anche nello stesso campo visivo – la denominazione di vendita "mozzarella" unitamente alla specificazione "di latte di bufala" a condizione che i singoli termini "mozzarella" e "latte di bufala" vengano riportati in caratteri di uguale dimensione e che tra il termine "mozzarella" e la successiva specificazione "di latte di bufala" compaia l'indicazione di un nome di fantasia o del nome, o ragione sociale o marchio depositato del fabbricante.
Questo anche se il prodotto è realizzato solo con latte di bufala intero, senza aggiunta di latte di altri animali, ancorché il latte provenga dai comuni di cui al DPCM 10/05/1993. V'è differenza, dunque, tra mozzarella di bufala e mozzarella da latte di bufala.
È configurabile il reato di frode nell'esercizio del commercio qualora venga consegnata all'acquirente mozzarella qualificata come "bufala campana DOP", la quale sia stata prodotta, anche se solo in parte, con latte bufalino surgelato anziché fresco, dovendosi ritenere obbligatorio, per il detto tipo di alimento, l'impiego esclusivo di latte fresco, come è dato desumere dal disposto, di cui all'art. 3 del relativo disciplinare di produzione, nella parte in cui stabilisce che "il latte deve essere consegnato al caseificio entro la sedicesima ora dalla mungitura".

## Tipi
La mozzarella di bufala campana è prodotta in varie forme. La forma tonda prevede i seguenti tipi: perlina, ciliegina, ovolina, bocconcino che possono variare dal peso di 10 grammi fino a 800 grammi (la cosiddetta "Aversana") per poter essere considerate DOP, in base al disciplinare di produzione. Per la forma a treccia il disciplinare della DOP prevede nodini e trecce, queste ultime fino a un peso di 3 chilogrammi. Tutti i tipi possono anche essere in versione affumicata, da produrre con metodi naturali (paglia di grano). La mozzarella di bufala campana affumicata DOP (e, in generale, una mozzarella affumicata) non va confusa con la provola che, pur essendo a pasta filata, è un altro formaggio.

## Zone di produzione
Le zone più importanti per la produzione della mozzarella sono:
- la provincia di Caserta con i comuni di: Aversa, Calvi Risorta, Cancello ed Arnone, Carinola, Casal di Principe, Castel Volturno, Cellole, Falciano del Massico, Francolise, Grazzanise, Gricignano di Aversa, Lusciano, Mondragone, Pastorano, Pignataro Maggiore, Santa Maria la Fossa, San Cipriano d'Aversa, Sessa Aurunca, Sparanise, Teverola, Villa Literno e Casapesenna;
- la provincia di Salerno con i comuni di: Albanella, Altavilla Silentina, Battipaglia, Bellizzi, Campagna, Capaccio Paestum, Eboli, Fisciano, Nocera Inferiore, Nocera Superiore, Pontecagnano Faiano, Roccapiemonte, Sarno e Serre.

Per ottenere la DOP le aziende produttrici devono produrre il formaggio esclusivamente con latte proveniente da bufale allevate nei seguenti comuni segnalati dal sito telematico ufficiale:
 Campania:
- provincia di Caserta: tutti i comuni;
- provincia di Salerno: tutti i comuni.
- provincia di Benevento: comuni di Amorosi, Dugenta e Limatola;
- città metropolitana di Napoli: comuni di Acerra, Arzano, Cardito, Frattamaggiore, Frattaminore, Giugliano in Campania, Mugnano di Napoli, Pozzuoli e Qualiano;

 Lazio:
- provincia di Frosinone: comuni di Alatri, Amaseno, Castrocielo, Castro dei Volsci, Ceccano, Ceprano, Ferentino, Frosinone, Giuliano di Roma, Morolo, Pofi e Villa Santo Stefano;
- provincia di Latina: comuni di Aprilia, Cisterna di Latina, Fondi, Latina, Lenola, Maenza, Minturno, Monte San Biagio, Pontinia, Priverno, Prossedi, Roccagorga, Roccasecca dei Volsci, Sabaudia, San Felice Circeo, Sermoneta, Sezze, Sonnino, Sperlonga e Terracina;
- provincia di Roma: comuni di Anzio, Ardea, Monterotondo, Nettuno, Pomezia e Roma;

 Molise:
- provincia di Isernia: comune di Venafro;

 Puglia:
- provincia di Foggia: comuni di Apricena, Cagnano Varano, Cerignola, Manfredonia, Lesina, Lucera, Poggio Imperiale e parti dei comuni di Foggia, San Giovanni Rotondo, San Marco in Lamis, Sannicandro Garganico e Torremaggiore;

## Allarme diossina 2008
Il 21 marzo del 2008, il quotidiano statunitense The New York Times pubblicò un articolo nel quale riportava le difficoltà incontrate dai produttori campani di mozzarella nell'evitare la contaminazione da diossine dei prodotti caseari, esclusivamente nell'area casertana e nel gestire la conseguente crisi delle vendite locali. L'articolo, poi ripreso da blog e altre pubblicazioni, faceva riferimento alla crisi dello smaltimento dei rifiuti in Campania e rimandava ad altri pezzi pubblicati dall'International Herald Tribune e vari altri quotidiani nazionali e internazionali.
Questi articoli segnarono l'inizio di un tam-tam mediatico internazionale che alzò la soglia dell'attenzione collettiva sulla potenziale nocività delle mozzarelle di bufala provenienti dalla Campania. In particolare, essi segnalavano in varia misura una relazione tra gli incendi dei cumuli di immondizia e il rilascio di diossine e altre sostanze cancerogene, che sarebbero finite nei pascoli degli animali da latte. Allarmato da alcuni rilievi positivi al test delle diossine, il governo della Corea del Sud fu tra i primi a proibire l'importazione di mozzarelle di bufala italiane, promettendo di rimuovere il bando soltanto quando i riscontri avessero confermato l'eventuale contaminazione e l'identificazione dei produttori responsabili.
Ne seguì una reazione a catena, nella quale vari paesi tra cui Giappone, Cina, Russia e Germania presero vari provvedimenti che andavano dal mero innalzamento della soglia di attenzione alla sospensione delle importazioni. Le istituzioni italiane attivarono quasi immediatamente, anche in risposta alle pressanti richieste venute dall'Unione europea, una serie di controlli e sospesero, in alcuni casi, la vendita di prodotti caseari provenienti dalle province incriminate. I test avevano mostrato livelli di diossine superiori alla norma in almeno il 14% dei campioni prelevati nelle province di Napoli, Caserta e Avellino. Nelle province di Salerno e Benevento, nessun controllo aveva indicato positività alle diossine.
La contaminazione ha comunque riguardato, in maniera definita limitata, gli allevamenti impiegati per produrre la mozzarella di bufala campana DOP. Il 19 aprile, la Cina ha definitivamente rimosso il bando sulle mozzarelle, originariamente attivato il 28 marzo del 2008 e test tenuti nel dicembre 2013 in Germania per conto di quattro associazioni italiane dei consumatori hanno evidenziato livelli di diossina e metalli pesanti al più inferiori di cinque volte al massimo consentito per legge.

## Nella cultura di massa
Le mozzarelle di bufala di Mondragone, Aversa e Battipaglia vengono celebrate in alcune opere letterarie e cinematografiche. La mozzarella di bufala aversana è menzionata nel film Miseria e nobiltà e in To Rome with Love di Woody Allen; è stata definita tra i dieci motivi per cui vale la pena vivere da Roberto Saviano nel libro Vieni via con me. La Zizzona di Battipaglia è menzionata da Claudio Bisio nel film Benvenuti al Sud. La mozzarella di Mondragone viene citata nel film Gallo cedrone di Carlo Verdone e nel film Il divo di Paolo Sorrentino.